# Championnats du monde de pétanque 2012
Navigation
Édition précédente Édition suivante
Les championnats du monde de pétanque 2012 est une édition des championnats du monde de pétanque. 

## Présentation
Elle constitue la 46e édition des triplettes séniors et la 11e édition en Tir de précision sénior. Elle se déroule à Marseille, au parc Chanot, du 4 au 7 octobre 2012.

## Résultats[1]

### Triplette sénior[2]

#### Premier tour
| Gagnant | Score | Perdant |
| France  | 13-6  | Israël  |

#### Second tour
| Gagnant | Score | Perdant |
| France  | 13-2  | Pologne |

#### Troisième tour
| Gagnant | Score | Perdant |
| France  | 13-3  | Espagne |

#### Quatrième tour
| Gagnant | Score | Perdant |
| France  | 13-3  | Suisse  |

#### Cinquième tour
| Gagnant | Score | Perdant |
| France  | 13-10 | Italie  |

#### Poules de classement

##### Poule A
| Match   | Gagnant | Score | Perdant |
| Match 1 | Mali    | 13-1  | Russie  |
| Match 2 | France  | 13-1  | Mali    |

#### Phase finale
| Nation    | Score | Nation     |
| --------- | ----- | ---------- |
| France    | 13-5  | Slovénie   |
| Canada    | 13-10 | Monaco     |
| Tunisie   | 13-3  | Suisse     |
| Malaisie  | 13-2  | Laos       |
| Maroc     | 13-11 | Sénégal    |
| Belgique  | 13-12 | Madagascar |
| Thaïlande | 13-6  | Espagne    |
| Italie    | 13-3  | Mali       |

| Nation    | Score | Nation   |
| --------- | ----- | -------- |
| France    | 13-3  | Maroc    |
| Thaïlande | 13-7  | Tunisie  |
| Italie    | 13-4  | Malaisie |
| Belgique  | 13-7  | Canada   |

| Nation    | Score | Nation   |
| --------- | ----- | -------- |
| France    | 13-5  | Belgique |
| Thaïlande | 13-7  | Italie   |

| Nation | Score | Nation    |
| ------ | ----- | --------- |
| France | 13-3  | Thaïlande |

La finale est remportée 13-3 par la France face à la Thaïlande. La Belgique et l'Italie, demi-finalistes, remportent chacune une médaille de bronze.

### Tir de précision sénior[2]

#### Phase finale
| Nation              | Score | Nation                  |
| ------------------- | ----- | ----------------------- |
| Sieng Vanna         | 29-27 | Diego Rizzi Italie      |
| Ahmad Temizi        | 32-19 | Charles Weibel Belgique |
| Bruno Le Boursicaud | 54-43 | Ronald Botre Bénin      |
| Adama Kouande       | 38-30 | Fara N'Diaye Sénégal    |

| Nation              | Score | Nation                |
| ------------------- | ----- | --------------------- |
| Bruno Le Boursicaud | 44-33 | Ahmad Temizi Malaisie |
| Adama Kouande       | 21-13 | Sieng Vanna Cambodge  |

| Nation              | Score | Nation                      |
| ------------------- | ----- | --------------------------- |
| Bruno Le Boursicaud | 32-31 | Adama Kouande Côte d'Ivoire |

Le français Bruno Le Boursicaud est sacré champion du monde de tir de précision pour la deuxième fois.

## Podiums
| Épreuve                 | Or                                                                    | Argent                                                                         | Bronze                                                                     |
| ----------------------- | --------------------------------------------------------------------- | ------------------------------------------------------------------------------ | -------------------------------------------------------------------------- |
| Triplette sénior        | Henri Lacroix - Bruno Le Boursicaud - Philippe Suchaud - Dylan Rocher | Thaloengkiat Phusa-Ad - Suksan Piachan - Sarawut Sriboonpeng - Supan Thongphoo | Jean-Francois Hemon - André Lozano - Michel Vancampenhout - Charles Weibel |
| Triplette sénior        | Henri Lacroix - Bruno Le Boursicaud - Philippe Suchaud - Dylan Rocher | Thaloengkiat Phusa-Ad - Suksan Piachan - Sarawut Sriboonpeng - Supan Thongphoo | Alessio Cocciolo - Fabio Dutto - Gianni Laigueglia - Diego Rizzi           |
| Tir de précision sénior | Bruno Le Boursicaud                                                   | Adama Kouande                                                                  | Ahmad Temizi                                                               |
| Tir de précision sénior | Bruno Le Boursicaud                                                   | Adama Kouande                                                                  | Sieng Vanna                                                                |

## Tableau des médailles
| Rang  | Nation        | Or | Argent | Bronze | Total |
| ----- | ------------- | -- | ------ | ------ | ----- |
| 1     | France        | 2  | 0      | 0      | 2     |
| 2     | Thaïlande     | 0  | 1      | 0      | 1     |
| 2     | Côte d'Ivoire | 0  | 1      | 0      | 1     |
| 4     | Belgique      | 0  | 0      | 1      | 1     |
| 4     | Italie        | 0  | 0      | 1      | 1     |
| 4     | Malaisie      | 0  | 0      | 1      | 1     |
| 4     | Cambodge      | 0  | 0      | 1      | 1     |
| Total | Total         | 2  | 2      | 4      | 8     |